# Headingley Cricket Ground
L'Headingley Cricket Ground, noto anche come Emerald Headingley Cricket Ground per ragioni commerciali, è un campo da cricket situato a Leeds, in Inghilterra. È il campo di casa del Yorkshire County Cricket Club ed è adiacente allo Headingley Rugby Stadium, lo stadio da rugby dei Leeds Rhinos.

## Storia
Il campo fu costruito nel 1890 e divenne il campo di casa dello Yorkshire CCC a partire dal 1903.
La prima partita internazionale che l'Headingley Cricket Ground ospitò fu Inghilterra contro Australia nel 1899, mentre il primo ODI si giocò nel 1973 tra Inghilterra e Indie Occidentali. 
Ospitò tre partite nell'edizione della Coppa del mondo 1975 (Africa Orientale contro India, Australia contro Pakistan, Inghilterra contro Australia), nell'edizione del 1979 (Canada contro Pakistan, Inghilterra contro Pakistan, India contro Nuova Zelanda), in 
quella del 1983 (Pakistan contro Sri Lanka, Sri Lanka contro Inghilterra, Indie Occidentali contro Australia) e in quella del 1999 (Pakistan contro Australia, Zimbabwe contro Nuova Zelanda e Sudafrica contro Australia), mentre ne ospitò quattro durante l'edizione del 2019 (Sri Lanka contro Inghilterra, Afghanistan contro Pakistan, Indie Occidentali contro Afghanistan, India contro Sri Lanka).